# Vlag van Eijsden

De vlag van Eijsden
(1984-2012)

De vlag van Eijsden
(1966-1984)

De vlag van Eijsden is op 8 mei 1984 door de gemeenteraad vastgesteld als de gemeentelijke vlag van de Limburgse gemeente Eijsden. Aanleiding tot een wijziging van de vlag was de fusie met Gronsveld. Het was een ontwerp van R.J.P.M. Vroomen van de Commissie Heraldiek van het Limburgs Geschied- en Oudheidkundig Genootschap. De beschrijving van de vlag luidt als volgt:
Vijf banen van geel, rood, wit, rood en geel, met een hoogteverhouding van 1:1:6:1:1; op de witte baan aan de broekingzijde een geel wapenschild, waaroverheen een knoestig rood schuinkruis met een hoogte van de helft van de vlaghoogte, vergezeld van drie rode bollen in II, III, en IV op het schild; het schild iets kleiner dan het kruis.
Het is een combinatie van de voorgaande vlag, met daaraan toegevoegd het schild met de drie bollen, geplaatst twee en een, zoals de heerlijkheid Gronsveld het vanaf de vijftiende eeuw tot aan de opheffing voerde. Het schild was ook in het klein geplaatst op het latere gemeentewapen van Gronsveld.
Op 1 januari 2012 ging Eijsden samen met Margraten op in de nieuwe gemeente Eijsden-Margraten. De vlag kwam daardoor als gemeentevlag te vervallen. Elementen uit de vlag keerden terug in de vlag van Eijsden-Margraten.

## Eerdere vlag
Op 16 november 1966 had de toenmalige gemeente Eijsden een eerdere vlag aangenomen die als volgt kan worden omschreven:
Vijf banen van geel, rood, wit, rood en geel, met een hoogteverhouding van 1:1:6:1:1; op de witte baan aan de broekingzijde een knoestig rood schuinkruis met een hoogte van de helft van de vlaghoogte.
In het gemeentewapen van Eijsden komt onder andere een rood knoestig schuinkruis op zilver voor, een zgn. Bourgondisch kruis. Dit is ontleend aan het oudst bekende schepenzegel van 1571 en staat symbool voor de hertogen van Bourgondië, die ten tijde van de Spaanse Nederlanden over Eijsden heersten. De kleuren geel en rood in de vlag zijn ontleend aan het gemeentewapen, maar de banen en de plaatsing ervan verwijzen ook naar Spanje.

## Verwante symbolen

Het wapen van Eijsden (1890)
??De vlag van Spanje (1785-1927)
Het wapen van Eijsden (1982)
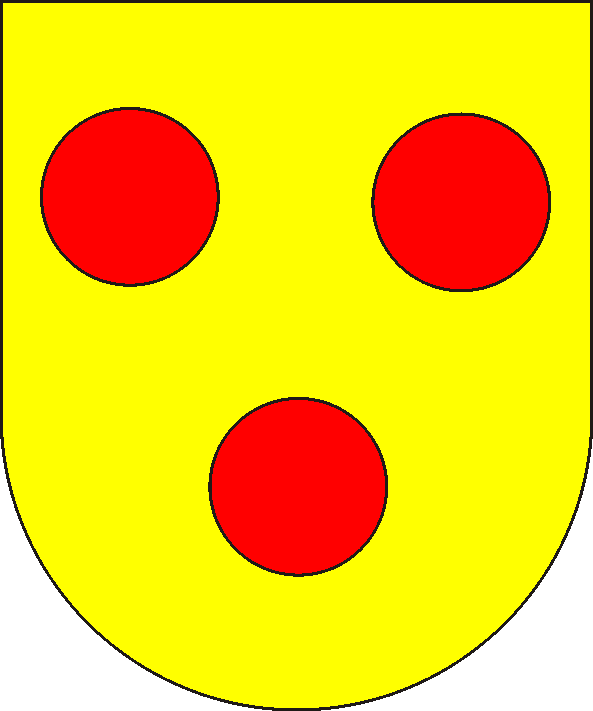
Het wapen van de heerlijkheid Gronsveld
De vlag van Eijsden-Margraten

Ambt Montfort 
· Amby 
· Arcen en Velden 
· Baexem 
· Beegden 
· Belfeld 
· Bemelen 
· Berg en Terblijt 
· Bocholtz 
· Born 
· Broekhuizen 
· Cadier en Keer 
· Echt 
· Eijsden 
· Elsloo 
· Eygelshoven 
· Geleen 
· Grathem 
· Grubbenvorst 
· Haelen 
· Heel 
· Heel en Panheel 
· Heer 
· Helden 
· Herten
· Heythuysen 
· Hoensbroek 
· Horn 
· Horst 
· Hulsberg 
· Hunsel 
· Kessel 
· Klimmen 
· Limbricht 
· Linne 
· Maasbracht 
· Maasbree 
· Margraten 
· Meerlo-Wanssum 
· Meijel 
· Melick en Herkenbosch 
· Montfort 
· Munstergeleen 
· Neer 
· Nieuwenhagen 
· Nieuwstadt 
· Nuth 
· Ohé en Laak 
· Onderbanken 
· Ottersum 
· Posterholt 
· Roggel 
· Roggel en Neer 
· Schaesberg 
· Schinnen 
· Sevenum 
· Sint Odiliënberg 
· Sittard 
· Stevensweert 
· Stramproy 
· Susteren 
· Swalmen 
· Tegelen 
· Thorn 
· Ubach over Worms 
· Ulestraten 
· Urmond 
· Valkenburg-Houthem 
· Vlodrop 
· Wessem 
· Wittem